# Lista planetelor minore: 116001–117000
| Nume                                                | Denumire provizorie                                 | Data descoperirii                                   | Locul descoperirii                                  | Descoperitor(i)                                     |                                                     |                                                     |                                                     |                                                     |                                                     |                                                     |                                                     |                                                     |                                                     |                                                     |                                                     |                                                     |                                                     |                                                     |                                                     |                                                     |                                                     |                                                     |                                                     |                                                     |                                                     |                                                     |                                                     |                                                     |                                                     |                                                     |                                                     |                                                     |                                                     |                                                     |                                                     |                                                     |                                                     |                                                     |                                                     |                                                     |                                                     |                                                     |                                                     |                                                     |                                                     |                                                     |                                                     |                                                     |                                                     |
| 116001–116100 Lista planetelor minore/116001–116100 | 116001–116100 Lista planetelor minore/116001–116100 | 116001–116100 Lista planetelor minore/116001–116100 | 116001–116100 Lista planetelor minore/116001–116100 | 116001–116100 Lista planetelor minore/116001–116100 | 116101–116200 Lista planetelor minore/116101–116200 | 116101–116200 Lista planetelor minore/116101–116200 | 116101–116200 Lista planetelor minore/116101–116200 | 116101–116200 Lista planetelor minore/116101–116200 | 116101–116200 Lista planetelor minore/116101–116200 | 116201–116300 Lista planetelor minore/116201–116300 | 116201–116300 Lista planetelor minore/116201–116300 | 116201–116300 Lista planetelor minore/116201–116300 | 116201–116300 Lista planetelor minore/116201–116300 | 116201–116300 Lista planetelor minore/116201–116300 | 116301–116400 Lista planetelor minore/116301–116400 | 116301–116400 Lista planetelor minore/116301–116400 | 116301–116400 Lista planetelor minore/116301–116400 | 116301–116400 Lista planetelor minore/116301–116400 | 116301–116400 Lista planetelor minore/116301–116400 | 116401–116500 Lista planetelor minore/116401–116500 | 116401–116500 Lista planetelor minore/116401–116500 | 116401–116500 Lista planetelor minore/116401–116500 | 116401–116500 Lista planetelor minore/116401–116500 | 116401–116500 Lista planetelor minore/116401–116500 | 116501–116600 Lista planetelor minore/116501–116600 | 116501–116600 Lista planetelor minore/116501–116600 | 116501–116600 Lista planetelor minore/116501–116600 | 116501–116600 Lista planetelor minore/116501–116600 | 116501–116600 Lista planetelor minore/116501–116600 | 116601–116700 Lista planetelor minore/116601–116700 | 116601–116700 Lista planetelor minore/116601–116700 | 116601–116700 Lista planetelor minore/116601–116700 | 116601–116700 Lista planetelor minore/116601–116700 | 116601–116700 Lista planetelor minore/116601–116700 | 116701–116800 Lista planetelor minore/116701–116800 | 116701–116800 Lista planetelor minore/116701–116800 | 116701–116800 Lista planetelor minore/116701–116800 | 116701–116800 Lista planetelor minore/116701–116800 | 116701–116800 Lista planetelor minore/116701–116800 | 116801–116900 Lista planetelor minore/116801–116900 | 116801–116900 Lista planetelor minore/116801–116900 | 116801–116900 Lista planetelor minore/116801–116900 | 116801–116900 Lista planetelor minore/116801–116900 | 116801–116900 Lista planetelor minore/116801–116900 | 116901–117000 Lista planetelor minore/116901–117000 | 116901–117000 Lista planetelor minore/116901–117000 | 116901–117000 Lista planetelor minore/116901–117000 | 116901–117000 Lista planetelor minore/116901–117000 | 116901–117000 Lista planetelor minore/116901–117000 |
| --------------------------------------------------- | --------------------------------------------------- | --------------------------------------------------- | --------------------------------------------------- | --------------------------------------------------- | --------------------------------------------------- | --------------------------------------------------- | --------------------------------------------------- | --------------------------------------------------- | --------------------------------------------------- | --------------------------------------------------- | --------------------------------------------------- | --------------------------------------------------- | --------------------------------------------------- | --------------------------------------------------- | --------------------------------------------------- | --------------------------------------------------- | --------------------------------------------------- | --------------------------------------------------- | --------------------------------------------------- | --------------------------------------------------- | --------------------------------------------------- | --------------------------------------------------- | --------------------------------------------------- | --------------------------------------------------- | --------------------------------------------------- | --------------------------------------------------- | --------------------------------------------------- | --------------------------------------------------- | --------------------------------------------------- | --------------------------------------------------- | --------------------------------------------------- | --------------------------------------------------- | --------------------------------------------------- | --------------------------------------------------- | --------------------------------------------------- | --------------------------------------------------- | --------------------------------------------------- | --------------------------------------------------- | --------------------------------------------------- | --------------------------------------------------- | --------------------------------------------------- | --------------------------------------------------- | --------------------------------------------------- | --------------------------------------------------- | --------------------------------------------------- | --------------------------------------------------- | --------------------------------------------------- | --------------------------------------------------- | --------------------------------------------------- |

| Predecesor: 115001–116000 | Lista planetelor minore 116001–117000 Semnificații ale numelor: 116001–117000 | Succesor: 117001–118000 |